# Маунт-Ораб (Огайо)
Маунт-Ораб (англ. Mount Orab) — селище (англ. village) в США, в окрузі Браун штату Огайо. Населення — 4347 осіб (2020).

## Географія
Маунт-Ораб розташований за координатами 39°1′39″ пн. ш. 83°55′20″ зх. д. / 39.02750° пн. ш. 83.92222° зх. д. (39.027472, -83.922277).  За даними Бюро перепису населення США в 2010 році селище мало площу 23,02 км², уся площа — суходіл. В 2017 році площа становила 25,07 км², уся площа — суходіл.

## Демографія
Згідно з переписом 2010 року, у селищі мешкали 3664 особи в 1381 домогосподарстві у складі 1013 родин. Густота населення становила 159 осіб/км².  Було 1473 помешкання (64/км²).
Расовий склад населення:
| - 97,7 % — білих - 0,7 % — чорних або афроамериканців - 0,6 % — азіатів - 0,1 % — корінних американців |

До двох чи більше рас належало 0,7 %. Частка іспаномовних становила 0,6 % від усіх жителів.
За віковим діапазоном населення розподілялося таким чином: 29,7 % — особи молодші 18 років, 58,7 % — особи у віці 18—64 років, 11,6 % — особи у віці 65 років та старші. Медіана віку мешканця становила 33,7 року. На 100 осіб жіночої статі у селищі припадало 91,0 чоловіків;  на 100 жінок у віці від 18 років та старших — 86,4 чоловіків також старших 18 років.
Середній дохід на одне домашнє господарство  становив 51 586 доларів США (медіана — 40 109), а середній дохід на одну сім'ю — 56 153 долари (медіана — 41 081). Медіана доходів становила 40 700 доларів для чоловіків та 31 267 доларів для жінок. За межею бідності перебувало 17,4 % осіб, у тому числі 21,1 % дітей у віці до 18 років та 11,6 % осіб у віці 65 років та старших.
Цивільне працевлаштоване населення становило 1888 осіб. Основні галузі зайнятості: мистецтво, розваги та відпочинок — 17,4 %, освіта, охорона здоров'я та соціальна допомога — 13,9 %, фінанси, страхування та нерухомість — 13,7 %.